# Perama dichotoma
Perama dichotoma är en måreväxtart som beskrevs av Eduard Friedrich Poeppig. Perama dichotoma ingår i släktet Perama och familjen måreväxter.

## Underarter
Arten delas in i följande underarter:
- P. d. dichotoma
- P. d. monocephala